# Summer World University Games 2025/Teilnehmer (Dänemark)
| Gelbes Symbol für Goldmedaillen mit stilisierten Olympischen Ringen | Graues Symbol für Silbermedaillen mit stilisierten Olympischen Ringen | Braundes Symbol für Bronzemedaillen mit stilisierten Olympischen Ringen |
| ------------------------------------------------------------------- | --------------------------------------------------------------------- | ----------------------------------------------------------------------- |
| 1                                                                   | —                                                                     | —                                                                       |

Dänemark nahm an den Summer World University Games 2025 vom 16. bis zum 27. Juli mit 30 Athleten (19 Männer, 11 Frauen) teil.

## Medaillen

### Medaillenspiegel
| Rang   | Sportart  | Gold | Silber | Bronze | Gesamt |
| ------ | --------- | ---- | ------ | ------ | ------ |
| 1      | Taekwondo | 1    | –      | –      | 1      |
| Gesamt | Gesamt    | 1    | 0      | 0      | 1      |

### Medaillengewinner
| Name/n        | Sportart  | Wettkampf      |
| ------------- | --------- | -------------- |
| Gold          |           |                |
| Eva Sandersen | Taekwondo | Poomsae Einzel |

## Teilnehmer nach Sportarten

### Bogenschießen
| Männer - Christian Christensen (Recurvebogen, Einzel) |

### Fechten
| Männer - Simon Bakke (Degen) | Frauen - Natalja Stiller (Degen) |

### Judo
| Frauen - Karoline Hansen (Klasse bis 70 kg) |

### Leichtathletik
| Männer - Emil Frænde (100 m) - Andreas Christoffersen (110 m Hürden) - Jonas Bertelsen (1500 m) - Jakob Johannessen (5000 m) - Andreas Holst Lange (800 m) - Valdemar Mejling (Halbmarathon) - Bjarke Rasmussen (Halbmarathon) | Frauen - Ida Beiter Bomme (100 m Hürden, Weitsprung) - Maria Biskopstø (400 m Hürden) - Katrine Fjerbæk Olsen (Hochsprung) - Ida Rasmussen (Weitsprung) - Kathrine Holst Hahn (Dreisprung) |

### Taekwondo
| Männer - Ricki Farnes (Klasse bis 58 kg) - Hamad Abu Setta (Klasse bis 68 kg) - Otto Jørgensen (Klasse bis 74 kg) - Emil Silkjær Bregnballe (Klasse bis kg) - Johan Hollederer (Poomsae) | Frauen - Caroline Bjerring Rasmussen (Klasse bis 57 kg) - Kathrine Frederiksen (Klasse bis 67 kg) - Eva Sandersen (Poomsae Gold) |

### Tischtennis
| Männer - Martin Andersen (Einzel) |

### Turnen

#### Gerätturnen
| Männer - Frederik Kristensen (Einzelmehrkampf, Boden, Barren, Reck, Pauschenpferd, Ringe, Sprung, Mannschaftsmehrkampf) - Oliver Kabel (Einzelmehrkampf, Boden, Barren, Reck, Pauschenpferd, Ringe, Sprung, Mannschaftsmehrkampf) - Peter Hvorslev (Boden, Barren, Reck, Pauschenpferd, Ringe, Mannschaftsmehrkampf) - Valdemar Rasmussen (Sprung, Mannschaftsmehrkampf) | Frauen - Victoria Gilberg (Schwebebalken, Stufenbarren) |